# Diego Ramírez (giocatore di calcio a 5)
Diego Ramírez Sánchez (3 novembre 1998) è un giocatore di calcio a 5 cubano.

## Carriera

### Club
Ritenuto troppo gracile per giocare a calcio ad alto livello, Ramírez si avvicinò al calcio a 5 durante l'adolescenza. Concluso il servizio militare obbligatorio, vinse un campionato cubano con il Ciudad de La Habana. Nel 2019 si trasferì in Spagna per motivi di studio, ottenendo inoltre la necessaria autorizzazione della federazione cubana per giocare all'estero. Giocò in seguito in diverse società spagnole, militando prevalentemente tra la terza e la quarta serie.

### Nazionale
Talento precoce, Ramírez debuttò nella nazionale maggiore ad appena 17 anni. Il primo torneo internazionale a cui prese parte fu il campionato nordamericano 2016, di cui venne eletto miglior giovane. In seguito ha partecipato a due edizioni della Coppa del Mondo (2016 e 2024) e al CONCACAF Futsal Championship 2024.